# 安娜·布納比奇
安娜·布納比奇（發音：[âna bř̩nabitɕ]；1975年9月28日—）是一名塞尔维亚政治人物，2024年起任塞尔维亚国民议会议长。布納比奇是塞爾維亞前進黨党员，曾于2017年至2024年担任塞尔维亚总理，是塞尔维亚第一位女總理、第一位公开同性恋身份的政府官员，也是任职时间最长的总理。
布納比奇于2016年8月11日至2017年6月29日进入总理亚历山大·武契奇和代理总理伊维察·达契奇领导下的政府，担任公共行政和地方自治政府部长。在担任这一职务期间，布尔纳比奇发起了塞尔维亚中央政府服务改革。
武契奇于2017年5月31日就任塞尔维亚总统后，他于2017年6月提名布尔纳比奇为继任者。布尔纳比奇及其内阁于2017年6月29日在塞尔维亚国民议会250名议员中以157票的多数票当选。她以无党派政治人物的身份当选，于2019年加入执政的塞爾維亞前進黨，并于2021年当选为副主席。在2020年和2022年选举中，布尔纳比奇再次当选总理。2023年选举中，布尔纳比奇当选国民议会议长。
2019年，布尔纳比奇被《福布斯》杂志世界百名权威女性排行榜中位居第88位，在世界最具影响力的女性政治和政策领导人排行榜中位居第19位。一些观察人士认为，她没有符合宪法规定的行政首脑角色的政治权力，相反，武契奇是以总统身份行使权力的。

## 早年经历与个人生活
布尔纳比奇于贝尔格莱德出生。她的父亲佐兰1950年出生于乌日策，并在贝尔格莱德完成学业，全家都住在贝尔格莱德。她的祖父安东·布尔纳比奇是一名克罗地亚族南斯拉夫军官，出生于南斯拉夫王国（今克罗地亚）克尔克岛的斯塔拉巴斯卡。他在第二次世界大战期间与南斯拉夫游击队作战，战后晋升为中校。她的外祖父母来自塞尔维亚东南部的巴布什尼察。布尔纳比奇自称是塞尔维亚族。
布尔纳比奇是一位公开的同性恋者，是继约翰娜·西于尔扎多蒂尔（2009年至2013年任冰岛总理）后，世界上第二位LGBT女性政府首脑，也是继约翰娜、埃利奥·迪吕波（2011至2014年任比利时首相）、泽维尔·贝特尔（2013年至2023年任卢森堡总理）和利奥·瓦拉德卡（2017年至2020年、2022年至2024年任爱尔兰总理）之后第五位公开承认自己是LGBT的政府首脑。2017年，她参加了贝尔格莱德骄傲游行，成为巴尔干地区第一位参加同性恋骄傲游行的政府首脑。
布納比奇和她的醫生伴侶杜久爾吉奇在首都贝尔格莱德的一間同性恋酒吧相識。2019年2月20日，布納比奇的同性伴侶成功透過人工受孕誕下男嬰，成為全球首個迎來孩子的同性恋總理。

## 教育与从商生涯
布尔纳比奇曾就读于贝尔格莱德第五中学。除了塞尔维亚教育背景外，布尔纳比奇还拥有美国密歇根州诺斯伍德大学工商管理学士学位和英国赫尔大学工商管理硕士学位，并在塞尔维亚的国际组织、外国投资者、地方自治单位和公共部门工作了十余年。
布尔纳比奇在被任命为塞尔维亚政府官员前，她曾担任塞尔维亚大陆风电公司的董事，负责实施对科文风电场3亿欧元的投资。她还是非营利基金会Peksim管理委员会的成员。
布尔纳比奇曾在不同的美国咨询公司工作，负责实施美国国际开发署在塞尔维亚资助的项目。她曾担任塞尔维亚竞争力项目副经理、塞尔维亚地方自治政府改革计划专家和市镇经济发展计划高级协调员。布尔纳比奇曾参与2006年全国地方经济发展联盟的建立。在此期间，她参与塞尔维亚引入地方经济发展的概念，并挖掘市镇潜力，以积极促进投资，改善地方层面的商业环境。之后她成为全国地方经济发展联盟管理委员会成员，随后担任主席。

## 政治生涯

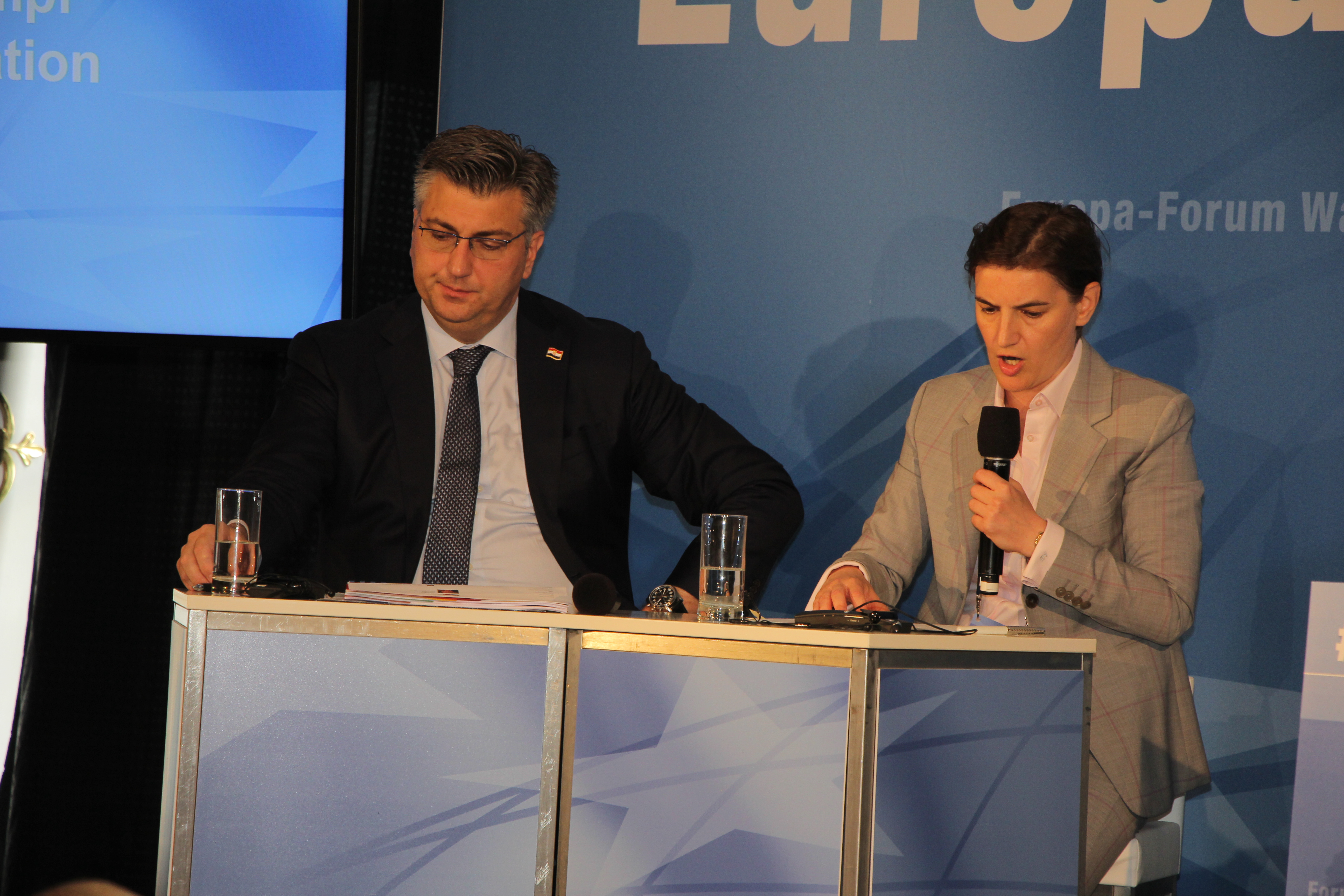
布尔纳比奇与克罗地亚总理安德烈·普连科维奇（2018年6月16日）

布尔纳比奇于2016年8月被任命为公共行政和地方自治部部长，2017年6月任总理一职。任内，她自称是亲欧和专家统治的总理，其领导下的政府首要任务是现代化、教育改革和数字化
。另一方面，布尔纳比奇也受到批评，原因是她是保守派和民族主义政府的首脑，而政府中还有公开反西方和亲俄的部长。

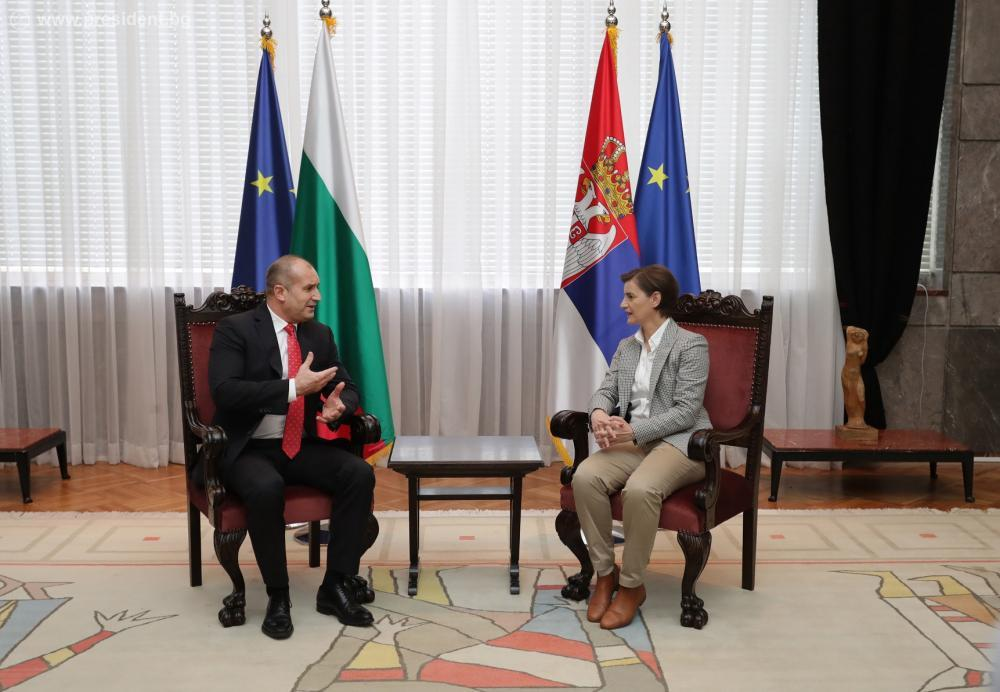
2018年6月21日，布尔纳比奇与保加利亚总统鲁门·拉德夫在贝尔格莱德进行正式国事访问期间会面

2018年5月，在杜尚·武约维奇辞职财政部长后，布尔纳比奇代理该部部长。2018年5月29日，布尔纳比奇任命西尼莎·马利为武约维奇的继任者。2018年7月26日，布尔纳比奇在华盛顿美国国会主持仪式，纪念塞尔维亚国旗在白宫前升起100周年。
2019年10月，布尔纳比奇确认已加入执政的塞尔维亚前进党。2019年10月25日，布尔纳比奇签署塞尔维亚与欧亚经济联盟成员国之间的自由贸易协定，扩大了可出口到EAEU领土的塞尔维亚产品清单。

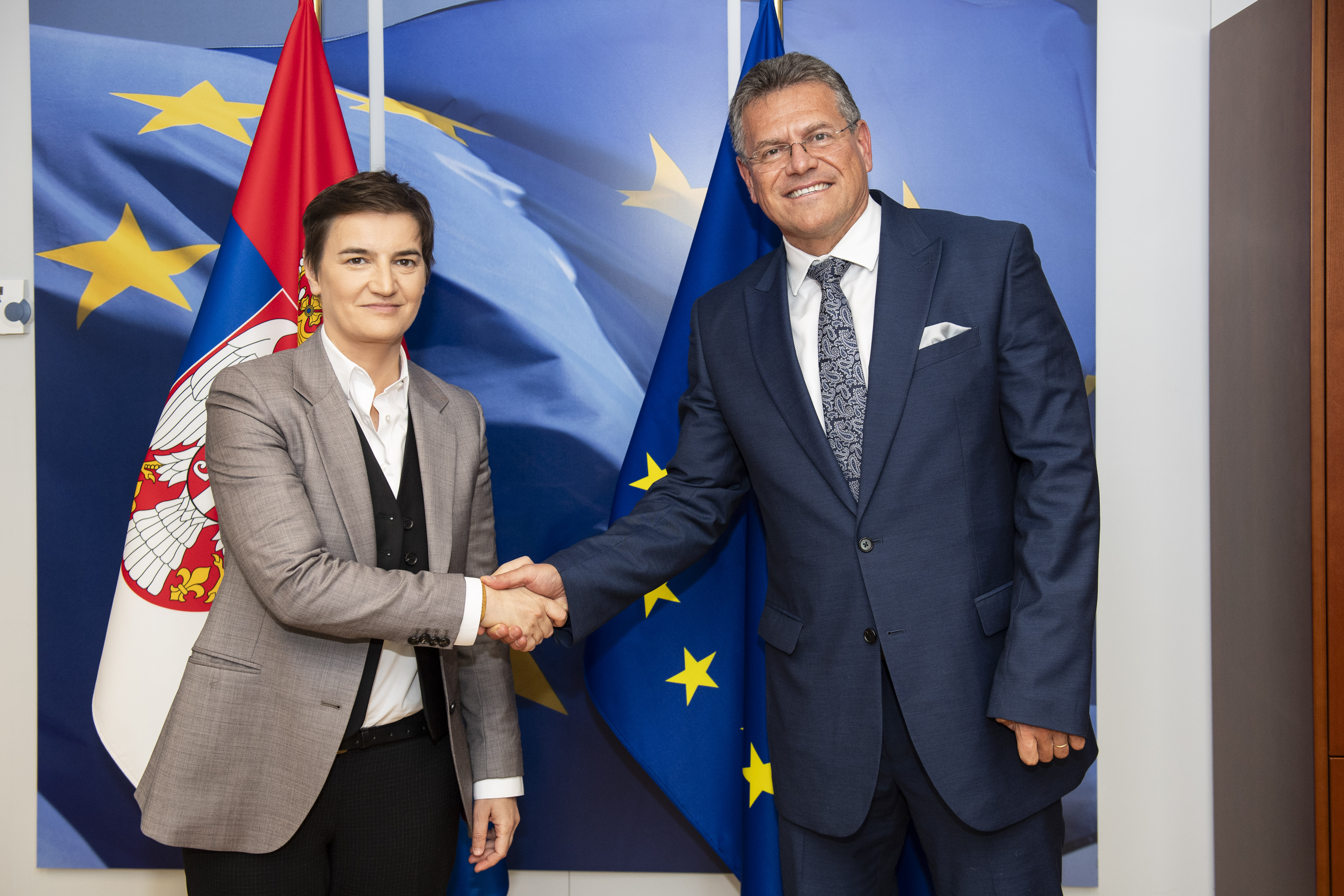
2023年7月4日，布尔纳比奇与欧盟委员会副主席马罗什·谢夫乔维奇在布鲁塞尔会面

2020年3月，COVID-19疫情蔓延至塞尔维亚后，布尔纳比奇被任命为卫生危机委员会主席。3月15日，武契奇总统宣布进入紧急状态后，政府颁布紧急状态期间措施条例，旨在抑制疫情造成的后果。塞尔维亚自第二次世界大战以来首次实行宵禁。布尔纳比奇于2021年11月当选为前进党副主席。2022年10月26日，布尔纳比奇再次连任总理职务，进入第三任期。
2024年3月20日，布尔纳比奇当选为塞尔维亚国民议会主席。

### 关于宪法规定政治权力的争议

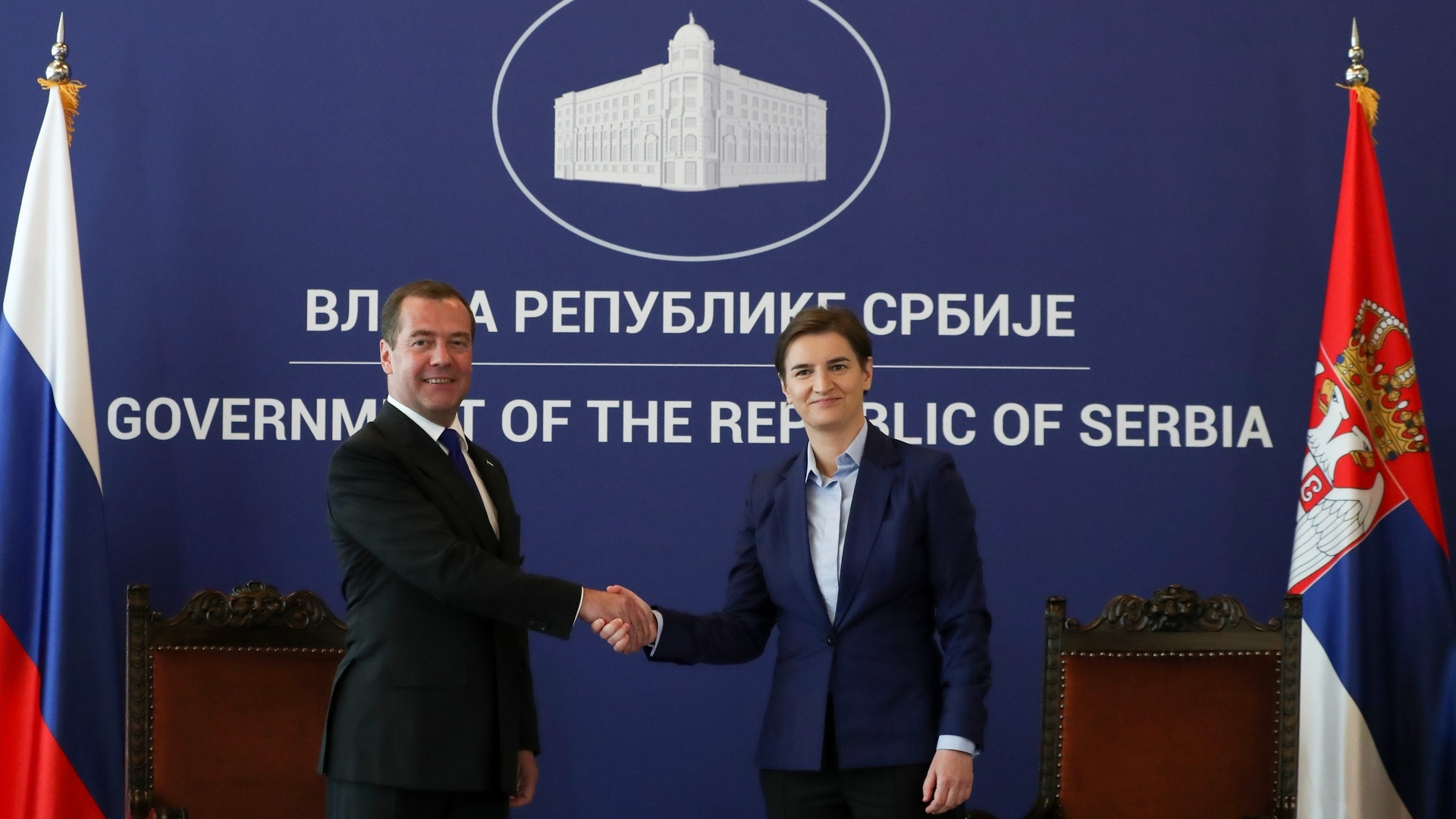
2019年10月19日，布尔纳比奇与访问塞尔维亚的俄罗斯总理德米特里·梅德韦杰夫会面

政治学家克日什托夫·祖巴列举布尔纳比奇作为政府首脑在政治上严重依赖执政党领导人的一个例子。他将总理没有行政首脑政治地位的情况定义为“代理政府”，并解释说，与宪法决定因素相悖的权力分配是非民主制度的特征。
2019年2月，自由之家报告称，由于选举情况恶化、政府和盟军媒体继续试图通过法律骚扰和诽谤活动破坏独立记者，以及武契奇积累与其宪法角色相冲突的行政权力，塞尔维亚的地位从自由降至部分自由。反对派领导人和一些观察家将她描述为武契奇的傀儡。而根据宪法，武契奇的总统职位主要是礼仪性的，没有重大行政权力。布尔纳比奇从未否认这一点，甚至说武契奇应该充当总理的“导师”。

### 科索沃问题

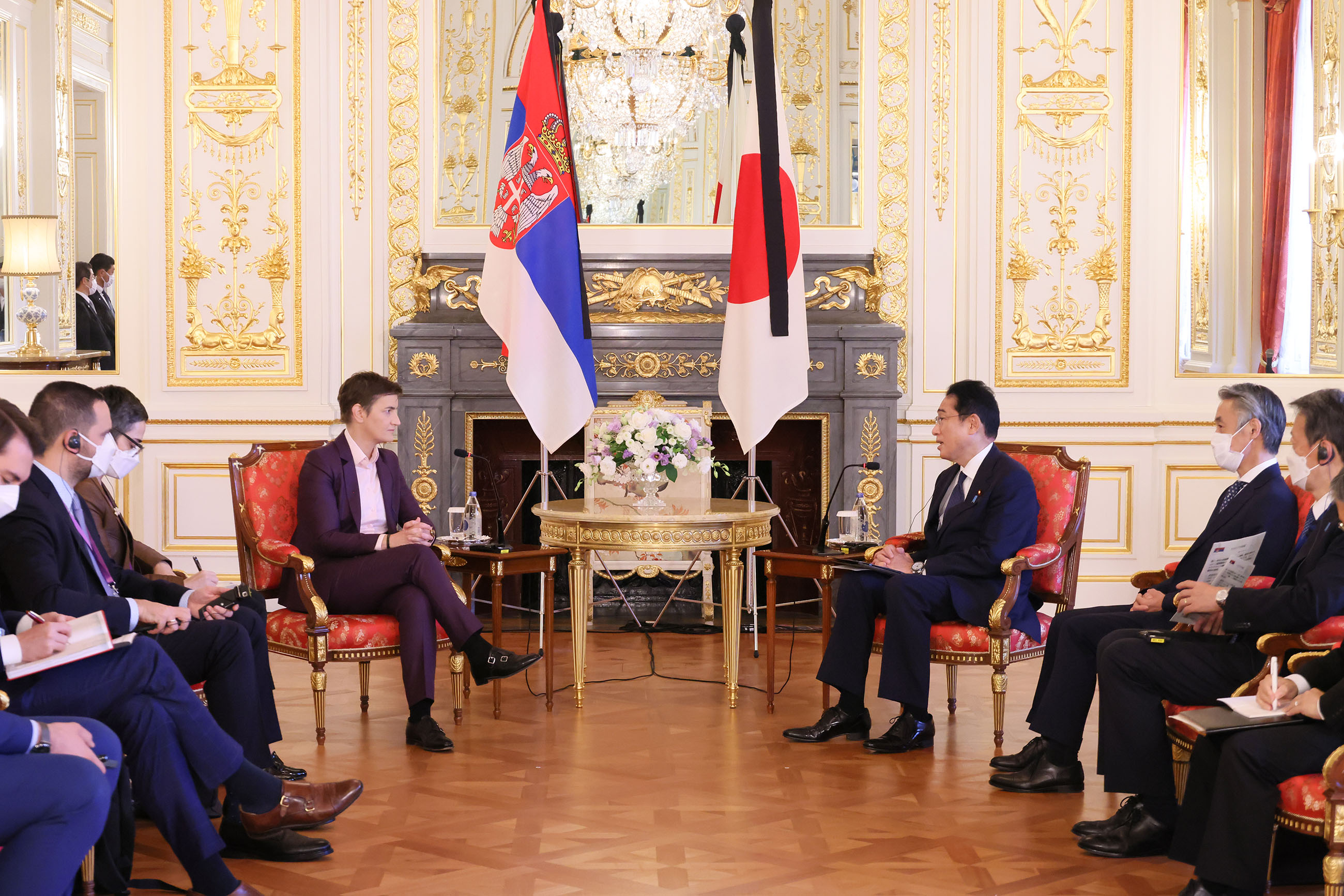
2022年9月28日，布尔纳比奇与日本首相岸田文雄会谈

2018年12月，布尔纳比奇在评论科索沃安全部队宣布改组为科索沃武装部队时表示：“我希望我们不必动用军队，但目前，这是摆在桌面上的选项之一，因为人们不能看到对塞族人进行新的种族清洗和新的风暴——尽管埃迪·拉马呼吁这样做。当有人知道你拥有一支强大的军队时，他们就必须坐下来和你谈谈。”
2019年5月，科索沃外交部长贝赫杰特·帕乔利表示拒绝允许布尔纳比奇进入科索沃，理由是她据称坚持种族主义意识形态。布尔纳比奇在移交欧盟委员会2019年进度报告时表示：“哈拉迪纳伊、萨奇和维塞利就谁是最大的民族主义者和沙文主义者互相竞争。最让我害怕的是，我们面对的是没有理性的人，最糟糕的民粹主义者，他们真的是从树林里走出来的。”此番言论遭到强烈批评，尤其是Twitter用户嘲笑总理时插入了#literallyjustemergedfromthewoods的标签。
2020年1月20日，塞尔维亚和科索沃政府同意恢复两国首都之间的航班，是20多年来的首次。该协议是经过数月的外交谈判后达成的，谈判由美国驻德国大使理查德·格雷内尔完成。格雷内尔于前一年被唐纳德·特朗普总统任命为塞尔维亚-科索沃关系特使。

### 斯雷布雷尼察种族灭绝言论
2018年11月14日，布尔纳比奇在接受德国之声采访时否认1995年7月波斯尼亚塞族军队在斯雷布雷尼察对波斯尼亚人进行的屠杀是种族灭绝行为。两周后，欧洲议会通过一项决议，表示议会对塞尔维亚部分当局继续否认斯雷布雷尼察种族灭绝感到遗憾，并回顾说，议会将与前南斯拉夫问题国际刑事法庭及其后续机制充分合作，包括接受其判决。海牙法院批评布尔纳比奇否认斯雷布雷尼察种族灭绝。

### LGBT权利

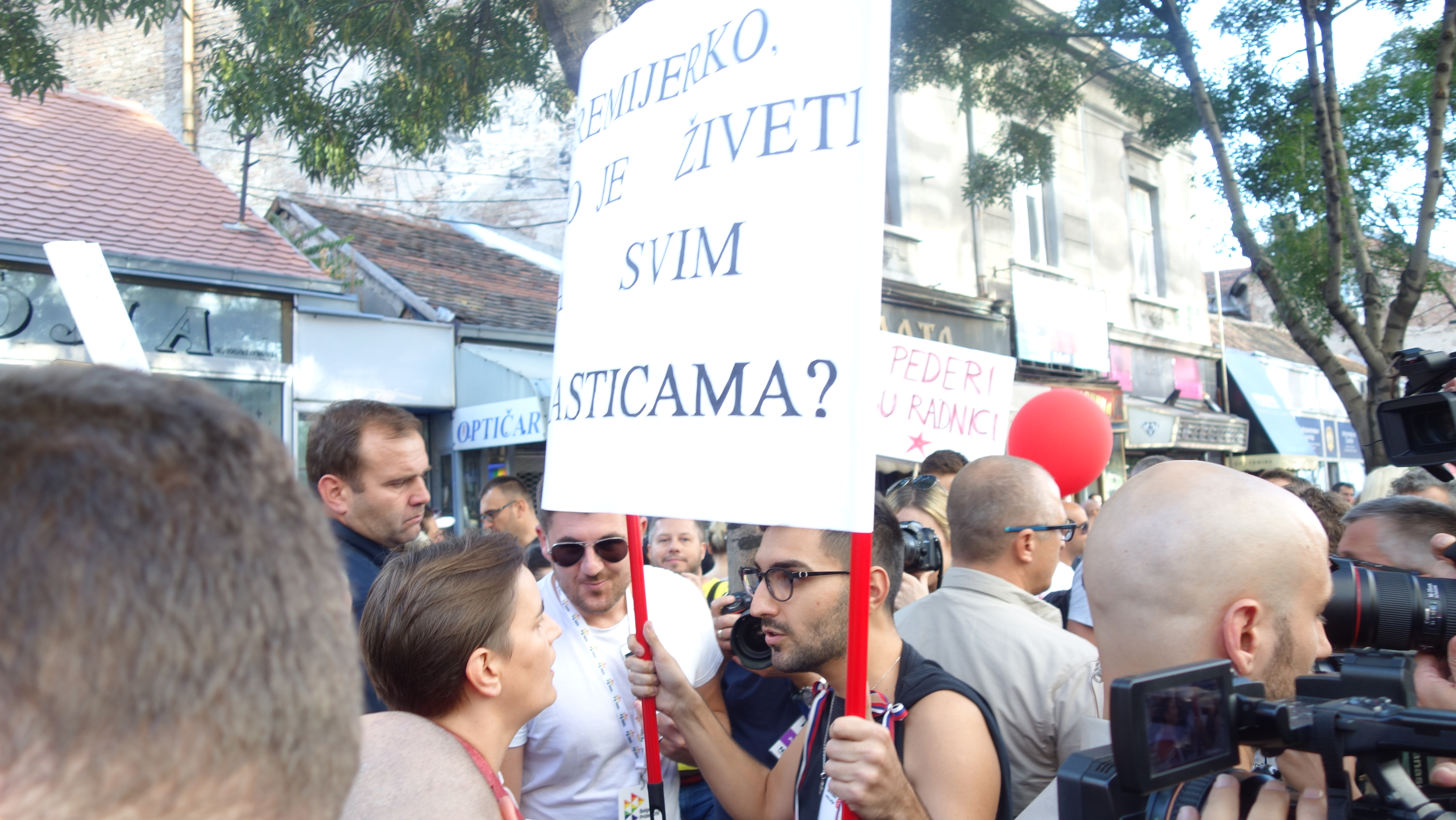
2019年贝尔格莱德骄傲游行期间，布尔纳比奇遇到一名参与者，高举写有“总理，享有所有特权的生活是什么样的？”的牌子

布尔纳比奇被任命为总理后表示，她不想被贴上塞尔维亚同性恋总理的标签，不打算“在现阶段推动LGBT法律改革”，因为她想优先考虑其他政策改革。2017年9月，布尔纳比奇参加了贝尔格莱德的骄傲游行，成为第一位参加骄傲游行的塞尔维亚总理。在活动中，布尔纳比奇表示“政府是为所有公民服务的，并将确保尊重所有公民的权利。”
布尔纳比奇曾表示支持同性伴侣的继承权。2019年2月，布尔纳比奇的伴侣米莉卡·杜久尔吉奇生下了一个名叫伊戈尔的儿子，但塞尔维亚宪法禁止同性婚姻，且同性父母的抚养权不受监管。一些记者和LGBT活动人士认为，布尔纳比奇未能在塞尔维亚倡导LGBT平等。

## 奖项
布尔纳比奇因其参与的发展项目、促进社会责任商业运营和宽容而获得一些荣誉，曾被授予塞族共和国勋章。2024年，布尔纳比奇被授予沙巴茨荣誉市民称号。